# José María Hernando Rábanos
José María Hernando (Madrid, 1940) es un ingeniero, catedrático universitario, investigador y escritor español.

## Biografía
José María Hernando Rábanos nació en Madrid en 1940 y se graduó en la Universidad Politécnica de Madrid UPM como Ingeniero de Telecomunicación en 1967, obteniendo el título de Doctor Ingeniero de Telecomunicación en 1970 en la misma Universidad. En 1976 obtiene la cátedra en el Departamento de Señales, Sistemas y Radiocomunicaciones de la UPM.
Ha dirigido numerosas tesis doctorales y proyectos fin de carrera y ha impartido cursos de postgrado invitado por las Universidades del País Vasco (UPV), Politécnica de Cataluña (UPC), La Coruña (UDC) y Valladolid (UVA). Su labor investigadora se desarrolla en el campo de las comunicaciones móviles.
Además de en el ámbito universitario, ha trabajado en diversas empresas relacionadas con el sector de las comunicaciones, tales como en el laboratorio de I+D de la compañía Standard Eléctrica(actualmente Alcatel-Lucent) o como ingeniero de diseño y proyectos en la división de telecomunicaciones de Iberia L.A.E. Asimismo ha dirigido numerosos proyectos de sistemas de radiocomunicación para empresas privadas y organismos públicos.
Destaca como autor y coautor de algunos de los principales manuales de referencia escritos en español en el ámbito de la transmisión por radio y las comunicaciones móviles. Desde su jubilación en 2010, es Profesor Emérito de la UPM. 

## Obras
Manuales de referencia en la Ingeniería de Telecomunicaciones:
- Transmisión por Radio (2008, 6ª ed.)
- Comunicaciones Móviles (2004, 2ª ed.)

Coautor de:
- Una Panorámica de las Telecomunicaciones (Prentice Hall, 2001)
- Comunicaciones Móviles de Tercera Generación UMTS (Telefónica Móviles España, 2001, 2ª ed.)
- Ingeniería de Sistemas Trunking (Síntesis, 1999)
- Introduction to Mobile Communications Engineering (Artech House, 1999)
- Comunicaciones Móviles GSM (Fundación Airtel, 1999)
- Telecomunicaciones Móviles (Marcombo, 1998)
- Tercera Generación en Comunicaciones Móviles, IMT-2000. UMTS (Fundación Airtel/Vodafone, 2002)
- Transmisión por Radio (2012, 7ª ed.)